# Składka (poligrafia)

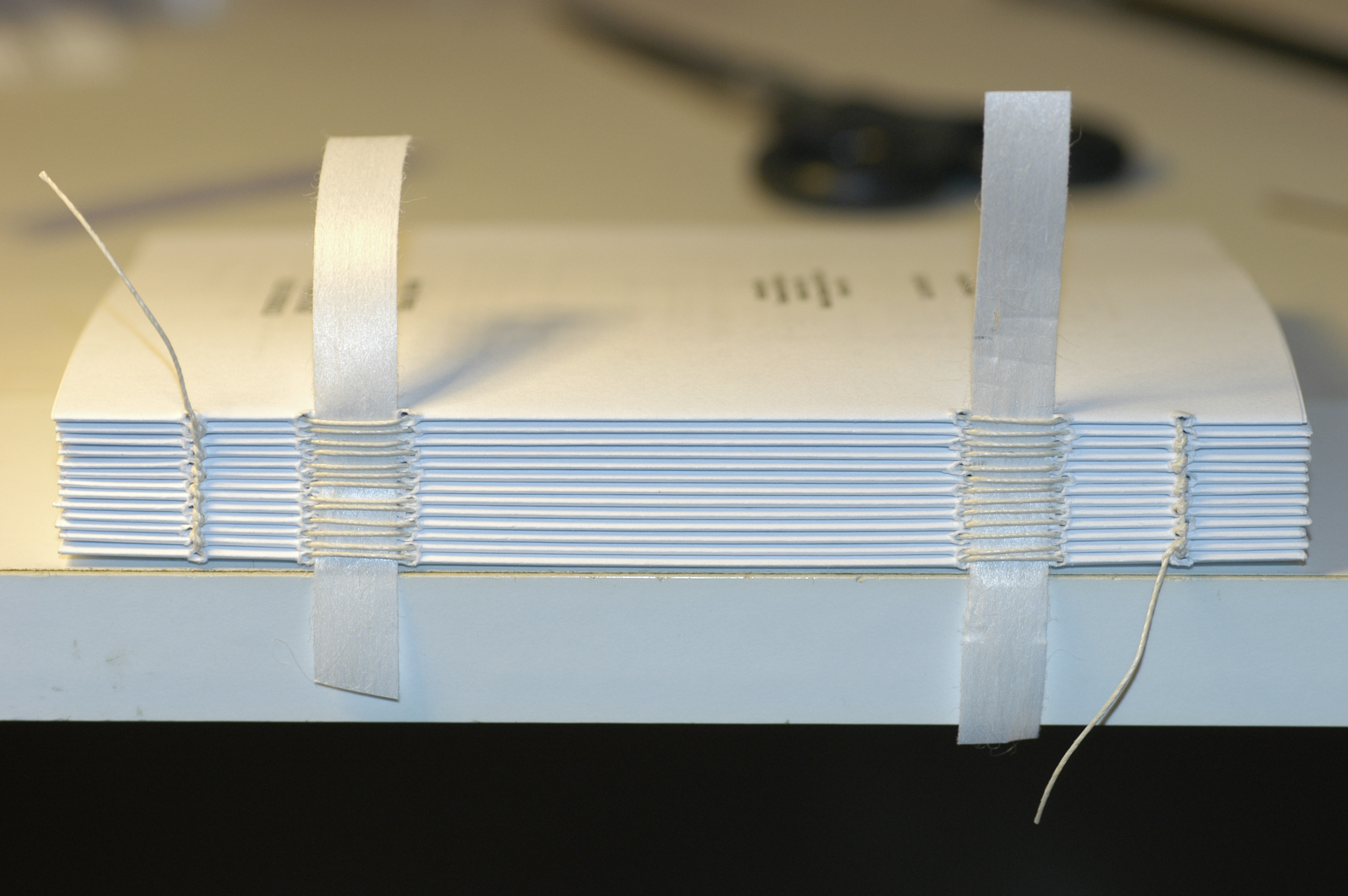
Blok zszytych składek

Składka, składka arkuszowa – zadrukowany arkusz papieru złożony (złamywany, sfalcowany) jedno- lub wielokrotnie.
Przeznaczony do druku arkusz papieru jest najczęściej większy niż rozmiar pojedynczej kartki końcowego wyrobu. Po zadrukowaniu z obu stron, składa się go (falcuje) kilkakrotnie, aby po obcięciu spadów otrzymać rozmiary gotowej publikacji. Złożona składka ma najczęściej 4, 8, 12, 16, 20, 24 lub 32 stronice.

## Historyczne nazewnictwo formatów arkuszy i składek
Arkusz papieru o wymiarach sita nazwano formatem plano, po złożeniu na pół tworzył składkę w formacie folio (2º), kolejne złożenie na pół dawało format quarto (4º), a następnie octavo (8º). Z kolei octavo złożone na pół tworzyło składkę z szesnastoma kartami w formacie sedecimo (16º).
Symbole oznaczające formaty arkuszy i składek oznaczały ile kart otrzymywano z arkusza, obok liczby umieszczano abrewiaturę liczebnika porządkowego męskiego (º). W zapisie unikodowym jest to symbol U+00BA.
| Nazwa    | Symbol | Złamy | Karty | Strony | Uwagi                               |
| -------- | ------ | ----- | ----- | ------ | ----------------------------------- |
| plano    | 1º     | brak  | 1     | 2      | zwykle format sita                  |
| folio    | 2º     | 1     | 2     | 4      | złamywanie jednokrotne              |
| quarto   | 4º     | 2     | 4     | 8      | złamywanie prostopadłe dwukrotne    |
| octavo   | 8º     | 3     | 8     | 16     | złamywanie prostopadłe trzykrotne   |
| sedecimo | 16º    | 4     | 16    | 32     | złamywanie prostopadłe czterokrotne |

## Metody składania składek
- Składanie równoległe – każde następne zgięcie jest równoległe do poprzedniego
- Składanie prostopadłe – każde następne zgięcie jest prostopadłe do poprzedniego
- Składanie mieszane – składanie równoległe i prostopadłe
- Składanie specjalne – składanie w dowolny sposób np. harmonijkowy, zakładkowy itp.

## Złamywanie mieszane składek
Drukowanie na maszynach zwojowych, jak też formaty albumowe wymagają metody złamywania mieszanego. Najczęściej złamywane tą metodą składki to:
- 12-stronicowe, składa się najpierw dwa razy po 1/3 długości arkusza plano, a następnie na pół.
- 24-stronicowe, składa się najpierw na pół, potem dwa razy po 1/3 długości arkusza folio, a następnie na pół.
- 20-stronicowe, które składane są kolejno cztery razy po 1/5 długości arkusza plano, a następnie na pół.

## Formaty składek
Formaty składek są znormalizowane według normy PN-74/P-55021 „Formaty książek, broszur i czasopism”.
Poza tym w poligrafii stosuje się umowne nazwy formatów składek
- format popularny – wysokość składki jest większa od szerokości nie więcej niż dwukrotnie, a nie mniej niż o 20 mm,
- format wąski – wysokość składki jest większa od szerokości co najmniej dwukrotnie,
- format kwadratowy – różnica między wysokością i szerokością składki jest mniejsza niż 20 mm,
- format albumowy – szerokość składki jest większa od wysokości co najmniej o 20 mm.

## Zbieranie składek w blok
Liczba stronic w bloku książki decyduje o metodzie zbierania składek.
Do produkcji typowych książek zazwyczaj stosuje się pełne składki 16-stronicowe (tzw. szesnastki), ewentualnie uzupełnia się składkami półarkuszowymi 8-stronicowymi (tzw. ósemkami), oraz coraz rzadziej składkami 4-stronicowymi (tzw. czwórkami).
Składki zbiera się w kolejności sygnatur składek w blok książki zwany też wkładem.
Składki pełne (szesnastki) zbiera się jedna na drugą, składki niepełne (ósemki i czwórki) dodaje się zwykle jako składkę drugą lub przedostatnią w bloku.
Jeżeli wymagane jest dodanie ³/4 arkusza wtedy można dodać tzw.
- czwórkę na ósemkę (zbierając składki w blok jedna na drugą),
- czwórkę w ósemkę (wkładając „czwórkę w ósemkę”, a następnie kładąc tak przygotowaną składkę na ostatnią szesnastkę – jako przedostatni arkusz).

Jeżeli zachodzi potrzeba dodania tylko 1/4 arkusza wtedy można dodać tzw.
- czwórkę w szesnastkę (wkładając 4-stronicowy arkusz wewnątrz przedostatniej szesnastki).
- czwórkę na szesnastkę (kładąc czwórkę jako przedostatni arkusz w bloku).

Przy małej gramaturze papieru niekiedy składki 16-stronicowe wkłada się jedna w drugą tworząc składkę 32-stronicową (trzydziestkę dwójkę) w formie „szesnastka w szesnastkę”.
Przyjęta metoda zbierania składek i formowania ich w blok decyduje o sposobie wykonania impozycji.
Tradycyjna nazwa składki w żargonie drukarzy to lega.
Publikacja może być w postaci jednej składki, lub w postaci sklejonych (lub zszytych) kilku składek. Jeśli składek jest więcej niż jedna, to wcale nie muszą być one tej samej wielkości – to znaczy arkusze drukarskie, z których po złożeniu otrzymujemy składki mogą być różnej wielkości, a więc poszczególne składki mogą mieć różną liczbę stron (wszystkie strony są tej samej wielkości) – np. publikacja 24-stronicowa składa się zazwyczaj ze składki 16-stronicowej i włożonej w nią składki 8-stronicowej. Składka 8-stronicowa może być w tym przypadku drukowana na dwa razy mniejszym arkuszu w takim samym nakładzie jak składka 16-stronicowa, lub też drukowana w dwu użytkach na takim samym arkuszu, jak składka 16-stronicowa, ale w połowie nakładu.
Okładka i rozkładówka (środkowe kartki szytej publikacji) mogą być częścią większej składki, lub też mogą być same w sobie małymi 4-stronicowymi składkami. Podobnie, jeśli okładka zawiera płaski grzbiet, musi stanowić sama w sobie odrębną składkę.
Ponieważ składka to jest wielokrotnie składany na pół arkusz, to liczba kartek w składce jest zawsze potęgą liczby dwa (2, 4, 8, 16...), a stron jest dwa razy więcej (4, 8, 16, 32). Stąd wniosek, że liczba stron w publikacji jest zawsze wielokrotnością liczby 4 (dwie kartki – lewa i prawa, a każda po 2 strony) – jednak nie każda wielokrotność liczby 4 jest równie łatwa do uzyskania. Najczęściej publikacje mają wielokrotność 16 stron, a w przypadku czasopism mogą dodatkowo dochodzić 4 strony okładki. W przypadku druku na mniejszych maszynach drukarskich, tzw. „półformatowych”, jest to wielokrotność 8 stron.
Papier na maszynie drukarskiej może być zadrukowywany z obu stron kolorem, z obu stron tylko czarną farbą, lub też kolor może iść tylko z jednej strony arkusza. Na kolorowej stronie arkusza możemy zaplanować niektóre strony cz.-białe, w odwrotną stronę jest to niemożliwe. Z tego wynika dość konkretny układ możliwości występowania stron cz.-białych i kolorowych w publikacji.
Podczas projektowania publikacji wieloskładkowej trzeba wiedzieć, że składki można łączyć z sobą na dwa sposoby, co implikuje rodzaj oprawy. Składki mogą przylegać do siebie bokami (oprawa klejona), lub też wchodzić jedna w drugą (oprawa szyta). Tak więc możliwości mieszania stron czarnych i kolorowych jest jeszcze więcej! Dlatego właśnie tak ważne jest ujęcie w szpiglu czasopisma informacji o kolorach stron.
W tym miejscu warto wykonać ćwiczenie praktyczne: Bierzemy kartkę papieru, która od tej pory symbolizować będzie arkusz drukarski. Składamy kartkę papieru na pół trzy razy, w powstałej składce numerujemy strony od 1 do 16, rozkładamy kartkę... i teraz chwila refleksji nad tym, gdzie wylądowały poszczególne strony, które strony fizycznie się z sobą stykają, które z nich są do góry nogami, która strona wylądowała po której stronie arkusza, oraz które miejsca będą odcięte na spad (a na spad idą wszystkie trzy krawędzie każdej kartki publikacji, oprócz krawędzi grzbietu).
Przykład kompletu składek wchodzących w skład konkretnej publikacji:
Miesięcznik, format A4, 52 strony, trzy składki 16-stronicowe włożone jedna w drugą + okładka. Okładka (czyli 4 strony) wchodzi w skład numeracji stron magazynu, ponieważ jest drukowana na podobnym papierze jak wnętrze numeru, ale ponieważ jest lakierowana – jest drukowana na oddzielnym arkuszu, a więc tworzy oddzielną, małą składkę. Rozkładówka jest integralną częścią 16-stronicowej składki. Okładka jest zadrukowana po obu stronach kolorem (wewnętrzne strony okładek to typowe kolumny przeznaczone na całostronicowe reklamy), zewnętrzna składka (ta najbliżej okładek) również z obu stron w kolorze (warto, aby czytelnik zaczynał od stron w pełni kolorowych), kolejna składka po obu stronach czarno-biała (tu kilka sąsiednich stron wykorzystane na ogłoszenia drobne), a środkowa składka (centralnie wewnątrz numeru) z jednej strony kolorowa, z drugiej czarno-biała, ale w ten sposób, aby kolor znajdował się na dwu środkowych stronach czasopisma (bo są one zajęte przez reprodukcję jednego dużego, atrakcyjnego, kolorowego zdjęcia). Duża liczba stron czarno-białych może być narzucona ograniczeniami finansowymi wydawcy, małą liczbą kolorowych ilustracji, lub po prostu dużą ilością „gołego” tekstu.
Taki układ czasopisma może się wydać skomplikowany, ale jest to układ stosowany w praktyce. Efektem takiej kompozycji czasopisma jest fakt, że niektóre widzące strony są: obie kolorowe, obie czarno-białe, lub też tylko jedna z nich kolorowa.
Strony na składkach:
- okładka – 01-02, 51-52
- składka I – 03-10, 43-50
- składka II – 11-18, 35-42
- składka III – 19-26, 27-34 (czyli 19-34)

Rozkład stron cz.-białych i kolorowych:
- kolorowe: 01-10, 19, 22-23, 26-27, 30-31, 34, 43-52
- czarne: 11-18, 20-21, 24-25, 28-29, 32-33, 35-42

Tak samo projektowana jest duża część książek zawierających ilustracje. Jeśli trzeba umieścić pewną liczbę kolorowych ilustracji (zdjęć, rysunków, wykresów), ale jest ich niewiele, to są one wszystkie umieszczane obok siebie na jednej wydzielonej składce, drukowanej na lepszym papierze. Mechanizm ten dotyczy także ilustracji czarno-białych w momencie, gdy część tekstowa jest drukowana na papierze bardzo cienkim – tutaj zdjęcia mogłyby wyjść nieostro, przebijać na drugą stronę kartki, a miejscowy nadmiar farby mógłby nawet nadmiernie rozmoczyć papier uniemożliwiając druk.